# Nick Ainger
Nicholas Richard Ainger, född 24 oktober 1949 i Sheffield, är en brittisk Labourpolitiker som var parlamentsledamot för valkretsen Pembroke 1992–1997 och (efter valkretsförändringar) valkretsen Carmarthen West and South Pembrokeshire 1997–2010. Han har tidigare arbetat som hamnarbetare.
Ainger har haft olika poster i Welsh Office i Tony Blairs regering. 